# Вандалія (Мічиган)
Вандалія (англ. Vandalia) — селище (англ. village) в США, в окрузі Кесс штату Мічиган. Населення — 318 осіб (2020).

## Географія
Вандалія розташована за координатами 41°55′22″ пн. ш. 85°54′56″ зх. д. / 41.92278° пн. ш. 85.91556° зх. д. (41.922790, -85.915506).  За даними Бюро перепису населення США в 2010 році селище мало площу 2,56 км², з яких 2,56 км² — суходіл та 0,00 км² — водойми.

## Демографія
Згідно з переписом 2010 року, у селищі мешкала 301 особа в 107 домогосподарствах у складі 77 родин. Густота населення становила 118 осіб/км².  Було 141 помешкання (55/км²).
Расовий склад населення:
| - 42,2 % — чорних або афроамериканців - 41,5 % — білих - 7,6 % — азіатів - 0,3 % — корінних американців - 1,7 % — осіб інших рас |

До двох чи більше рас належало 6,6 %. Частка іспаномовних становила 1,7 % від усіх жителів.
За віковим діапазоном населення розподілялося таким чином: 25,6 % — особи молодші 18 років, 57,5 % — особи у віці 18—64 років, 16,9 % — особи у віці 65 років та старші. Медіана віку мешканця становила 39,3 року. На 100 осіб жіночої статі у селищі припадало 113,5 чоловіків;  на 100 жінок у віці від 18 років та старших — 100,0 чоловіків також старших 18 років.
Середній дохід на одне домашнє господарство  становив 46 751 долар США (медіана — 36 094), а середній дохід на одну сім'ю — 50 857 доларів (медіана — 39 583). Медіана доходів становила 29 904 долари для чоловіків та 26 696 доларів для жінок. За межею бідності перебувало 24,6 % осіб, у тому числі 34,2 % дітей у віці до 18 років та 27,5 % осіб у віці 65 років та старших.
Цивільне працевлаштоване населення становило 183 особи. Основні галузі зайнятості: виробництво — 39,9 %, транспорт — 18,0 %, освіта, охорона здоров'я та соціальна допомога — 16,9 %.